# The Gold Ship
The Gold Ship è un cortometraggio muto del 1916 diretto da Frank Beal. Sceneggiato da James Oliver Curwood e prodotto dalla Selig, il film aveva come interpreti Harry Mestayer, William Hutchinson, Edith Johnson, Sidney Smith.

## Trama
Salvati da un gruppo di marinai bulli e ubriachi, Joe lo storpio e il suo cagnolino trovano rifugio sull'imbarcazione del loro salvatore, il capitano Roscoe. Mary, la figlia di Harding, il cuoco, è innamorata del capitano ma lui la tratta come se fosse ancora una bambina. La compagnia di navigazione, intanto, informa Roscoe che il prossimo carico della nave sarà una partita di oro del valore di mezzo milione. Mentre l'oro viene messo nella stiva, un impiegato della compagnia complotta con alcuni membri dell'equipaggio per trafugarlo quella notte stessa. Joe e Mary avvisano il capitano dell'ammutinamento in atto e, difendendosi dall'attacco dei rivoltosi, riescono anche a prendere con loro i razzi di segnalazione, barricandosi nella cabina di Roscoe. Quando parte il primo razzo, l'equipaggio ribelle decide di fuggire usando una lancia di salvataggio. Poco dopo, arriva una nave di passaggio che, vista la segnalazione, corre in aiuto dell'imbarcazione in pericolo. Roscoe, ferito, viene curato da Mary la quale, ai suoi occhi, non è più una bambina ma una donna alla quale decide di donare il suo cuore.

## Produzione
Il film fu prodotto dalla Selig Polyscope Company.

## Distribuzione
Distribuito dalla General Film Company, il film - un cortometraggio in due bobine - uscì nelle sale cinematografiche statunitensi il 7 agosto 1916.